# 1976年の政治
1976年の政治（1976ねんのせいじ）では、1976年（昭和51年）の政治分野に関する出来事について記述する。

## できごと

### 1月
- 1月8日 - 周恩来中国首相死去。周恩来夫妻(1954)

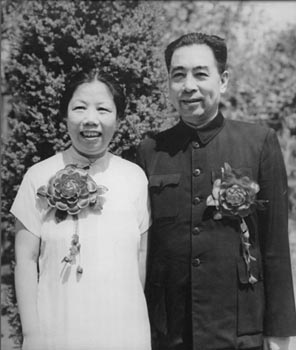
周恩来夫妻(1954)

- 1月27日 - 春日一幸民社党委員長、衆議院で宮本顕治日本共産党委員長のスパイリンチ査問事件の存否、復権問題について質問（春日違憲質問）。

### 2月
- 2月4日 - 米連邦議会上院多国籍企業小委員会（チャーチ委員会）公聴会で、ロッキード社がトライスター機販売で各国の政府関係者などに多額のリベートを流したことが発覚する。
- 2月6日 - ロッキード社のコーチャン（英語版）副会長、児玉誉士夫、小佐野賢治国際興業社主、丸紅などに30億円強の工作資金を流したことを証言（ロッキード事件）。
- 2月16日 - 衆議院予算委員会、ロッキード問題で小佐野賢治、若狭得治全日空会長らを証人喚問。
- 2月17日 - 衆議院予算委員会、ロッキード問題で檜山広丸紅社長、大久保利春専務らを証人喚問。
- 2月18日 - 中曽根自民党幹事長、駐日米国大使館関係者に接触、ロッキード事件の真相解明の抑制ないし、早期終結を要請[1]。

### 3月
- 3月2日 - 北海道庁爆破事件。
- 3月23日 - 衆議院本会議でアメリカ政府に対してロッキード問題関係資料を求める決議採決。決議を受けて三木武夫首相、親書をジェラルド・フォード大統領に送付。
- 3月24日
  - 三木親書に基づき、日米政府間に司法共助協定調印。アメリカ側から検察庁に資料提供が決定。
  - アルゼンチンで無血クーデター。イサベル・ペロン大統領が失脚。

### 4月
- 4月1日 - 衆議院予算委員会再開。大庭哲夫全日空前社長ら9名を証人喚問。国会予算審議が空転。
- 4月5日 - 周恩来の追悼をめぐり、天安門事件（第一次天安門事件）が起こる。
- 4月17日 - クメール・ルージュ、プノンペンを占領。
- 4月25日 - ベトナムで初の南北統一選挙が実施される。

### 5月
- 5月7日 - 椎名悦三郎自民党副総裁、田中角栄前首相、9日大平正芳蔵相、10日福田赳夫経済企画庁長官と個別に会談（「三木おろし」）。
- 5月13日 - ポル・ポトがカンボジア（民主カンプチア）首相に就任する。
- 5月14日
  - 「三木おろし」に対する世論の反発を受け、福田経企庁長官、閣議後に三木首相と「両者の信頼関係に変わりはない」旨を確認する。
  - 衆議院にロッキード問題調査特別委員会設置。
- 5月24日 - 衆議院予算委員会、若狭得治全日空社長を偽証で告発。第77回通常国会閉会。
- 5月25日 - 藤林益三が第7代最高裁判所長官に就任。

### 6月
- 6月14日 - 河野洋平らの自民党離党、新党結成が報道。
- 6月16日 - ソウェト蜂起。
- 6月22日 - 大久保利春丸紅専務逮捕（ロッキード事件で最初の逮捕者）。
- 6月25日 - 河野洋平ら6議員、自民党離党、新自由クラブ結成。
- 6月27日 - 第2回先進国首脳会議（サンファン・サミット）開催。

### 7月
- 7月2日 - ベトナム、南北統一宣言。
- 7月3日 - イスラエル軍がウガンダのエンデベ空港を奇襲、ハイジャックされたエールフランス機の乗客を救出。
- 7月17日 - インドネシア、東ティモールを併合。
- 7月27日 - 東京地検特捜部、外国為替管理法違反容疑で田中角栄前首相、榎本敏夫秘書を逮捕。

### 8月
- 8月4日 - 田中派、三木首相退陣を要求。
- 8月11日 - 三木・福田会談。
- 8月12日 - 三木・大平会談。三木首相と福田・大平の個別会談で退陣が要求されたが、三木は拒否。
- 8月17日 - 田中前首相、保釈。
- 8月19日 - 自民党反主流派、挙党体制確立協議会（挙党協）を設立。
- 8月20日 - 佐藤孝行元運輸政務次官、収賄容疑で逮捕。
- 8月21日
  - 三木首相、福田経企庁長官、大平蔵相三者会談。
  - 橋本登美三郎元運輸相・自民党元幹事長、収賄容疑で逮捕。
- 8月22日 - 三木・大平会談。
- 8月24日 - 自民党両院議員総会。
- 8月30日 - 三木・福田・大平会談。3時間に渡り応酬。
- 8月31日 - 自民党総務会、党五役収拾案を審議。

### 9月

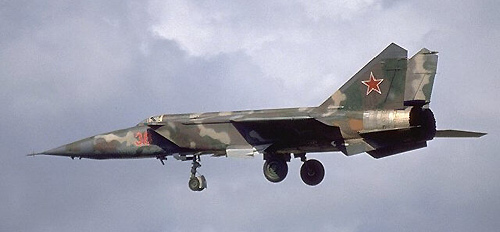
MiG-25

- 9月1日 - 中曽根幹事長、事態収拾のため保利茂と会談。
- 9月4日 - 自民党五役会議で臨時国会召集が執行部の方針として決定。
- 9月6日 - ベレンコ中尉亡命事件
- 9月9日 - 毛沢東中国共産党主席が死去。
- 9月10日 - 臨時閣議。三木首相支持派閣僚と挙党協側閣僚15名が5時間にわたり応酬。
- 9月11日
  - 自民党反主流派による両院議員総会開催。
  - 三木・中曽根・保利・船田中の四者会談。中曽根幹事長の収拾案と9月16日臨時国会召集を了承。
- 9月14日 - 自民党本部で両院議員総会。
- 9月15日 - 内閣改造。三木改造内閣発足。

### 10月
- 10月12日 - 中国で江青ら四人組の逮捕が発表。
- 10月21日 - 挙党協総会、三木首相退陣後の後継総裁候補を福田赳夫に一本化。

### 11月
- 11月5日 - 福田赳夫副総理・経企庁長官が辞任。
- 11月10日 - 昭和天皇御在位50年式典挙行。

### 12月
- 12月5日 - 第34回衆議院議員総選挙投票。
  - 自由民主党249議席、日本社会党123議席、公明党55議席、民社党29議席、日本共産党17議席、新自由クラブ17議席、無所属21議席（保守系無所属8人が自民党に入党し、自民党は辛くも過半数を確保）。
- 12月17日 - 三木首相、総選挙敗北の責任をとり内閣総辞職を表明。
- 12月23日 - 自民党、両院議員総会で第8代総裁に福田赳夫を選出する。
- 12月24日 - 福田赳夫内閣発足。行政管理庁長官（副総理格）に西村英一、外相に鳩山威一郎、内閣官房長官に園田直など。自民党幹事長に大平正芳。